# Nivenia corymbosa
Nivenia corymbosa är en irisväxtart som först beskrevs av Ker Gawl., och fick sitt nu gällande namn av John Gilbert Baker. Nivenia corymbosa ingår i släktet Nivenia och familjen irisväxter. Inga underarter finns listade i Catalogue of Life.

## Bildgalleri

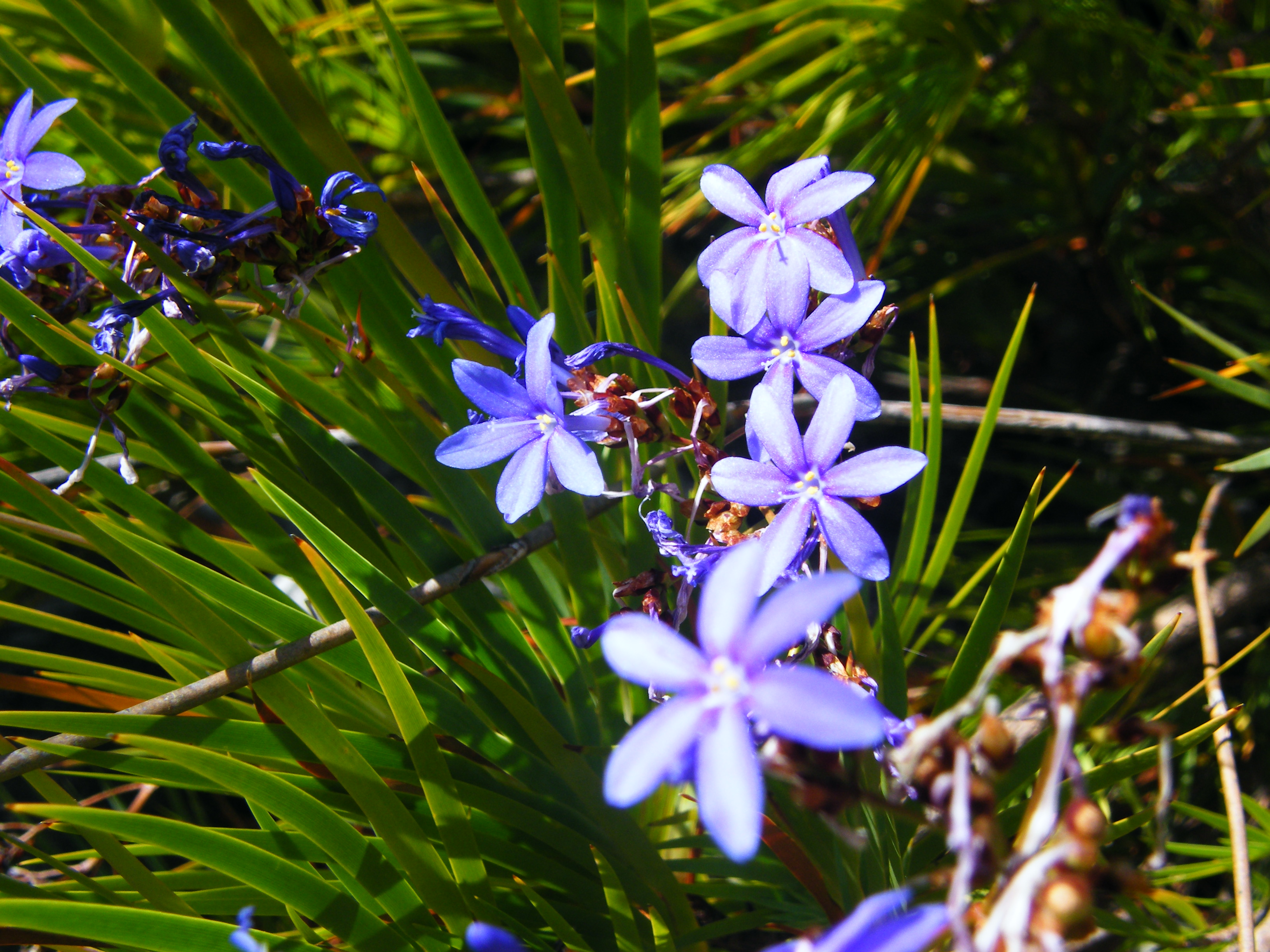
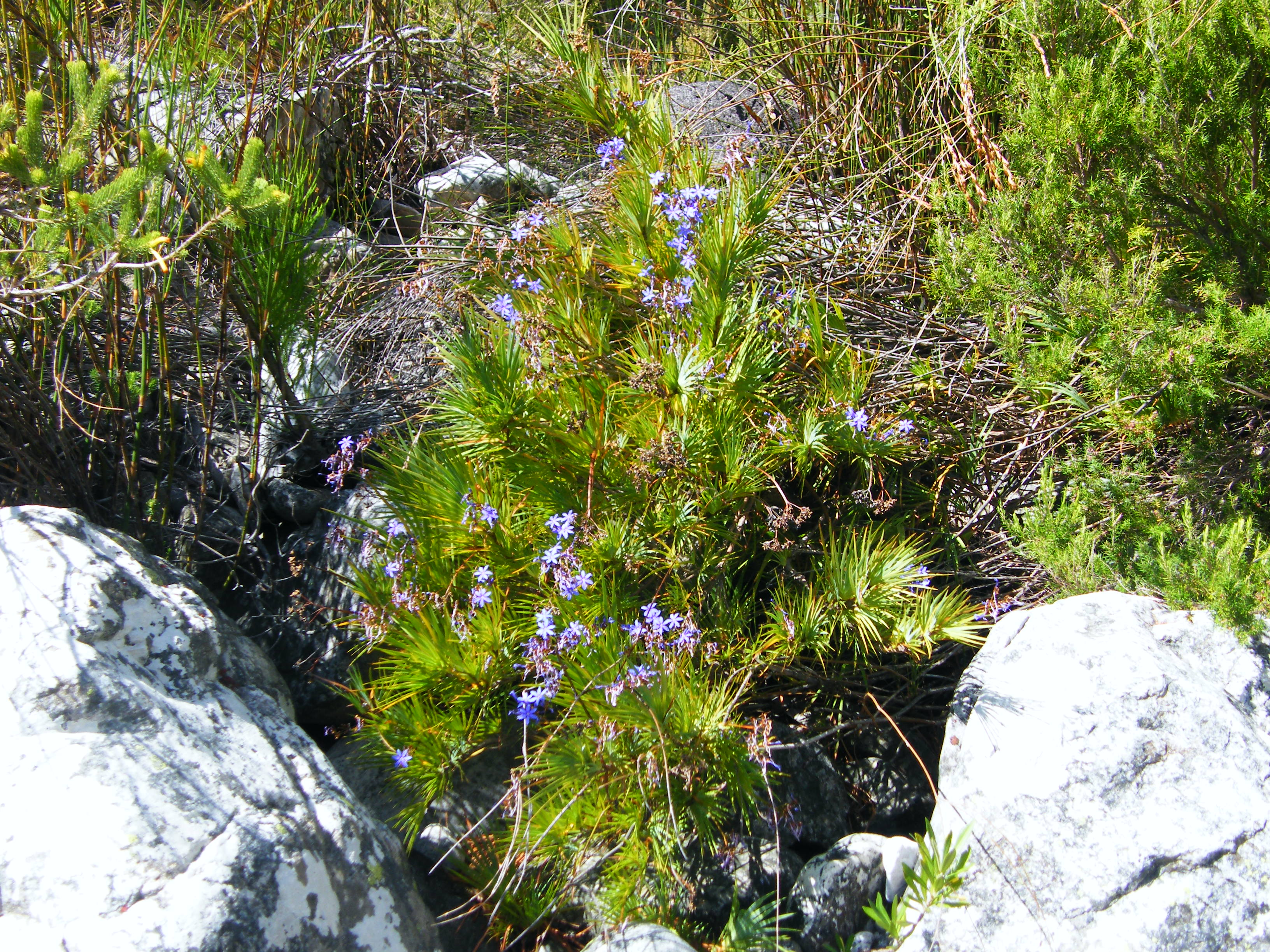